# Kargen (Kempten)
Kargen ist ein Weiler und Ortsteil der kreisfreien Stadt Kempten (Allgäu).

## Geschichte
Ursprünglich hieß der kleine Ort „Im Buech“ oder „Busch“. Später kam Kargen (Hof des Karg) dazu. Beide Namen wurden noch bis in das 17. Jahrhundert  verwendet.
1444 gehörte der Ort zu Wagegg. Im Jahr 1526 wurde Kargen genannt.
1818 wurde Kargen der neu entstandenen Gemeinde Sankt Mang zugeschlagen, ein Jahr später ist eine Statistik mit vier Wohngebäuden und 19 Einwohnern überliefert. 1900 lebten in den vier Anwesen 22 Menschen. Bis 1954 sank die Einwohnerzahl in der Einöde auf 14.
1972 wurde Kargen als Ortsteil der Ruralgemeinde Sankt Mang nach Kempten umgegliedert. 1987 lebten in dem nun als Weiler bezeichneten Kargen insgesamt 19 Einwohner.
Mit Wirkung vom 15. Oktober 1981 wurde Kargen rund 200 Meter nach Westen erweitert, indem der amtlich benannte Gemeindeteilname Tannach aufgehoben und als Hausnummer 6 dem Gemeindeteil Kargen zugeordnet wurde. Dadurch sollten Verwechslungen mit einem weiteren Weiler im 1972 erweiterten Stadtgebiet von Kempten, nämlich Tannach der früheren Gemeinde St. Lorenz, vermieden werden.